# Sibon (Gattung)
Sibon ist eine vom nördlichen Südamerika über Mittelamerika bis nach Mexiko vorkommende Nattern-Gattung aus der Unterfamilie der Dipsadinae.

## Lebensweise
Die Nahrung dieser Nattern besteht aus weicher Nahrung. Dazu zählen Weichtiere wie Schnecken und Wenigborster. Auch Froscheier gehören bei einigen Arten zur Nahrung oder sind sogar wie bei Sibon longifrenis und Sibon argus eine der Hauptnahrungsquellen.
Die Gelegegröße für Schlangen der Gattung Sibon liegt typischerweise zwischen zwei und neun Eiern.

## Gefährdung
Innerhalb der Gattung listet die IUCN die Art S. merendonensis als vom Aussterben bedroht. Als stark gefährdet wird S. lamari eingestuft und als gefährdet S. carri sowie als potentiell gefährdet S. miskitus und S. manzanaresi.

## Systematik

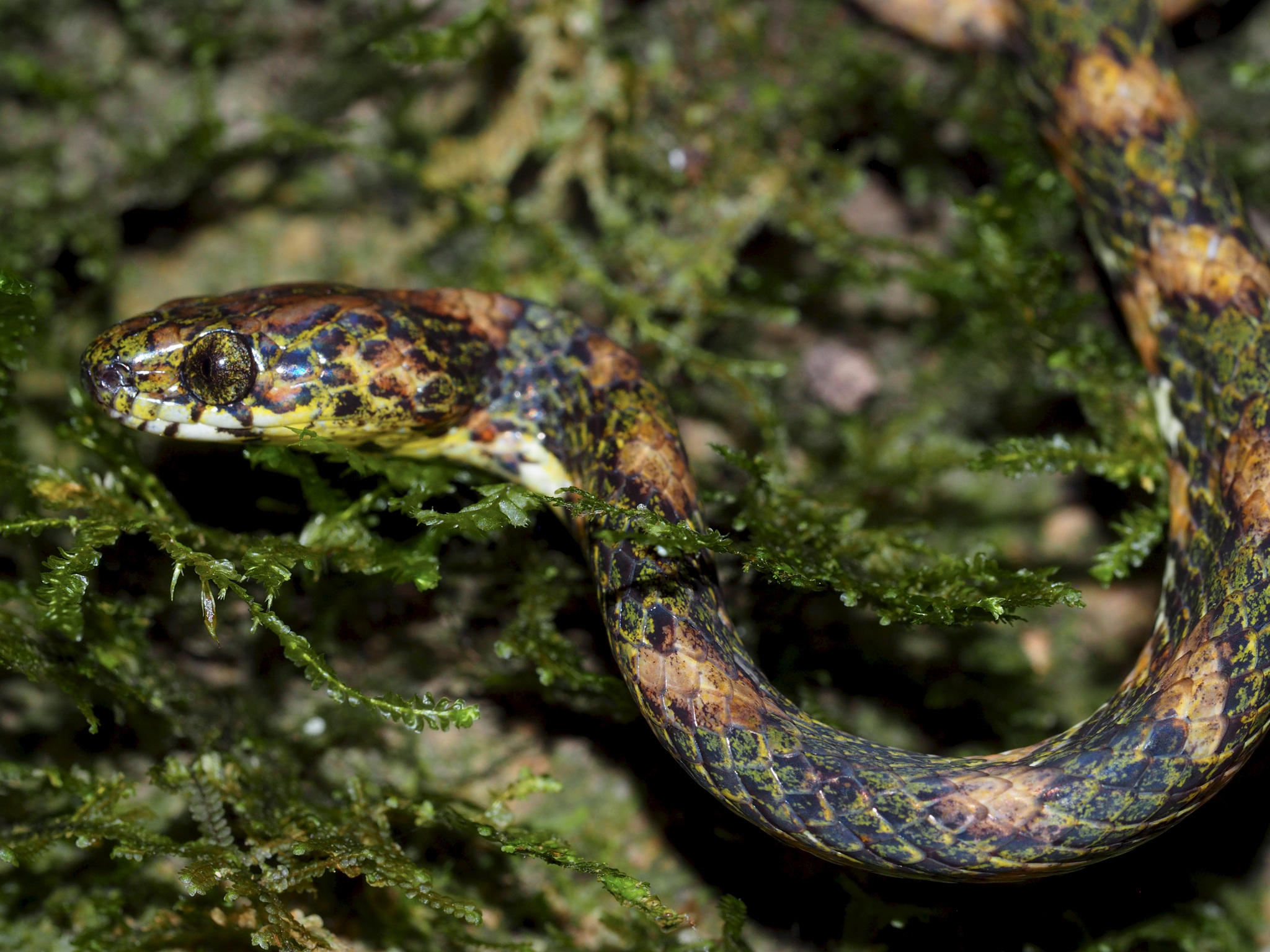
Sibon argus

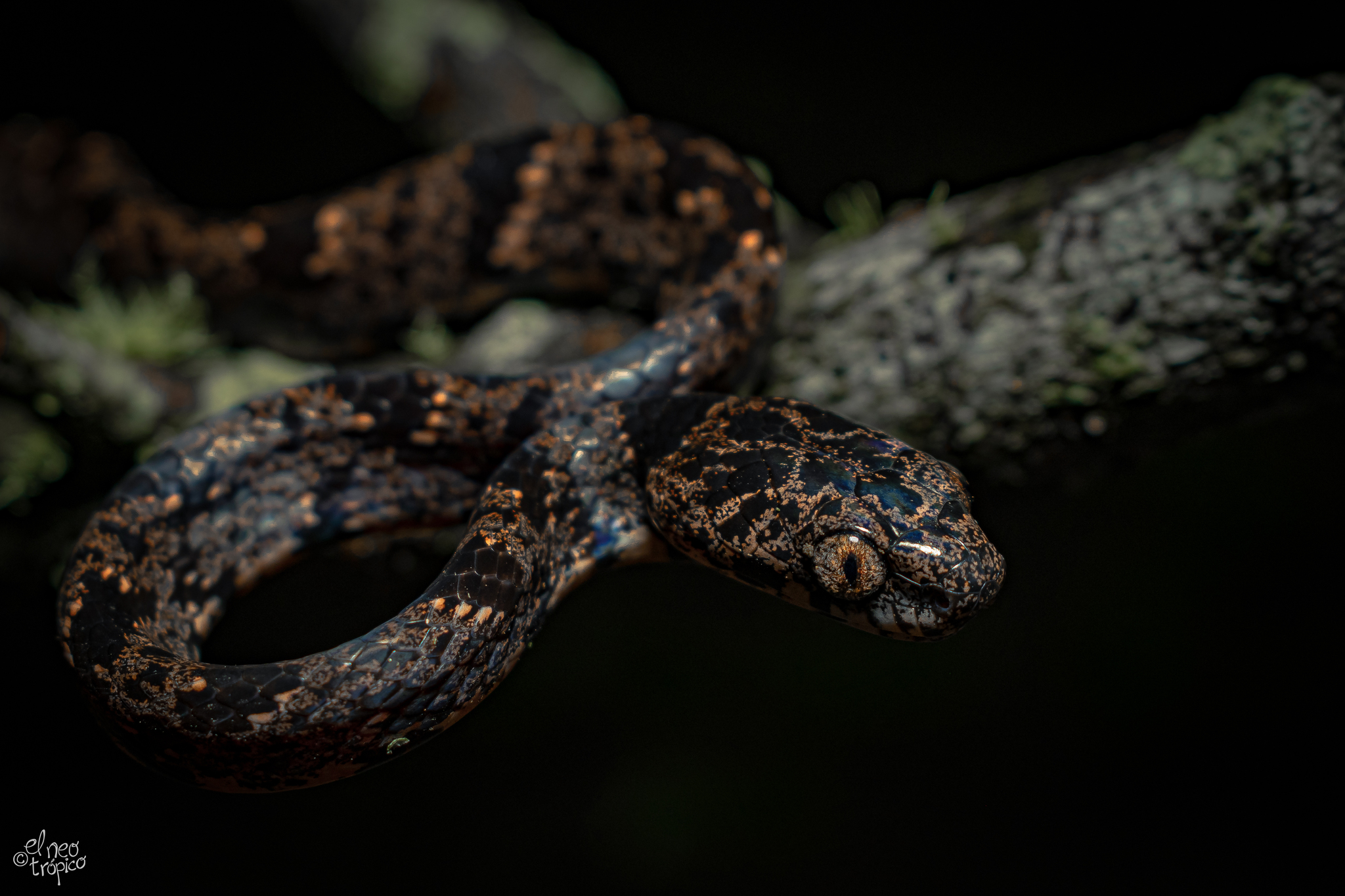
Sibon nebulatus

Stand Mai 2023 sind 22 Sibon-Arten bekannt:
- Sibon annulatus (Günther, 1872)
- Sibon anthracops (Günther, 1868)
- Sibon argus (Cope, 1876)
- Sibon ayerbeorum Vera-Pérez, 2019
- Sibon bevridgelyi Arteaga et al, 2018
- Sibon canopy Arteaga & Batista, 2023[6]
- Sibon carri (Shreve, 1951)
- Sibon dimidiatus (Günther, 1872)
- Sibon dunni J.A. Peters, 1957
- Sibon irmelindicaprioae Arteaga & Batista, 2023[6]
- Sibon lamari Solórzano, 2001
- Sibon leucomelas (Boulenger, 1896)
- Sibon linearis Peréz-Higareda, López-Luna & H.M.Smith, 2002
- Sibon longifrenis (Stejneger, 1909)
- Sibon manzanaresi McCranie, 2007
- Sibon marleyae Arteaga & Batista, 2023[6]
- Sibon merendonensis Rovito, Papenfuss & Vásquez-Almazán, 2012
- Sibon miskitus McCranie, 2006
- Sibon nebulatus (L., 1758)
- Sibon noalamina Lotzkat, Hertz, G. Köhler, 2012
- Sibon perissostichon Lotzkat, Hertz, G. Köhler, 2010
- Sibon vieirai Arteaga & Batista, 2023[6]

Klammern um Erstbeschreiber zeigen an, dass die Art in der ursprüngliche Erstbeschreibung innerhalb einer anderen Gattung klassifiziert wurde.